# Giławy
Giławy (dawniej niem. Gillau) – wieś w Polsce położona w województwie warmińsko-mazurskim, w powiecie olsztyńskim, w gminie Purda.
W latach 1954–1961 wieś należała i była siedzibą władz gromady Giławy, po jej zniesieniu w gromadzie Purda. W latach 1975–1998 miejscowość administracyjnie należała do województwa olsztyńskiego.
Wieś warmińska położona w pobliżu jeziora Serwent.

## Historia
Giławy powstały w roku 1407. Pierwsza nazwa miejscowości brzmiała Sirwithen (nazwa zachowała się w nazwie jeziora Serwent) w lesie Gillaw (akt lokacyjny, wystawiony został 19 sierpnia 1407 r. dla Jacoba zwanego Gillau, syna Mykensa Sirwinthen, na 40 łanów, w tym 4 wolne dla sołtysa). Jej założycielem była kapituła warmińska. Pierwsza lokacja była nieudana i w roku 1441 ponowiono ją już pod nazwą Giław. W 1479 roku w czasie konfliktu z biskupem warmińskim Mikołajem Tungenem, wojska króla polskiego całkowicie zniszczyły wieś. W XVI wieku zasiedlono ją przybyszami z Mazowsza. W 1598 r. nadano Janowi Zuentara przywilej założenia karczmy na prawie chełmińskim.
W roku 1820 Giławy zamieszkiwało 109 mieszkańców. W 1898 roku z inicjatywy miejscowej ludności polskiej zbudowano tu kościół katolicki. Kościół zbudowano w stylu neogotyckim. Kilkanaście lat później dobudowano plebanię. Utworzona w 1921 roku parafia obejmowała wsie: Giławy, Groszkowo, Gąsiorowo, Zaborowo, Nerwik, Rusek Wielki, Rusek Mały, Podlazy, Klucznik. Pierwszym proboszczem parafii był ksiądz Kowalski. Kościół posiada organy, które trafiły tu z kościoła w Klebarku Wielkim na początku XX wieku. Organy te mają ok. 170 lat. Obok kościoła znajduje się cmentarz, na którym umieszczone są mogiły kilkuset zmarłych. W 1911 na 111 dzieci we wsi, 105 mówiło po polsku
W 1928 roku była to duża wieś, ze szkołą i pocztą, licząca 463 mieszkańców. W latach 1931–1939 istniała tu osobna szkoła polska, w której uczyli Janusz Setny, Edward Turowski, Konrad Sikora, Franciszek Sznarbach oraz Paweł Trzciński.